# Sinti

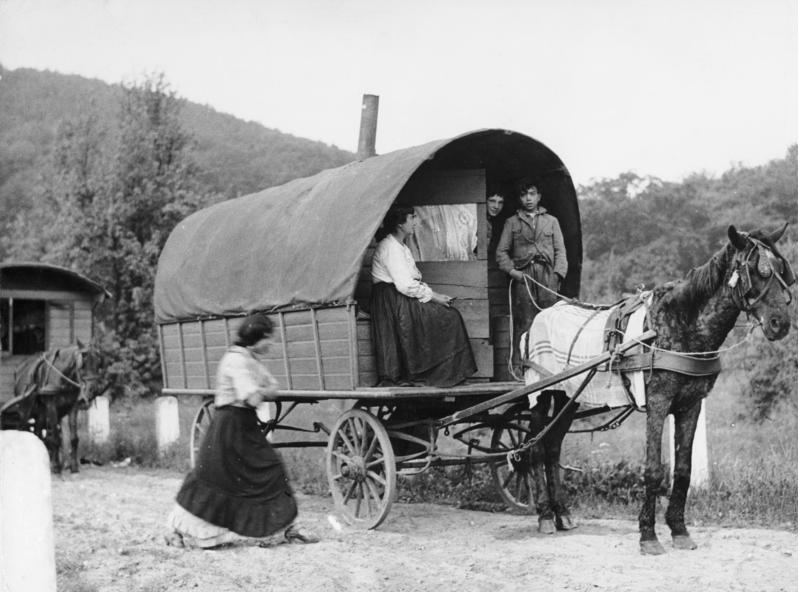
Nomazi sinti din provincia prusacă Rin (Germania), 1935.

Sinti (denumiți și Sinta sau Sinte; masc. sing. Sinto; fem. sing. Sintesa) sunt un subgrup de romi care trăiește în principal în Germania și în alte țări din Europa Centrală și care este format în prezent din aproximativ 200.000 de persoane. Etnicii sinti erau în mod tradițional nomazi, dar astăzi doar o mică parte dintre ei au rămas nesedentarizați. În vremurile de demult, ei trăiau frecvent la marginea localităților. Etnicii sinti din Europa Centrală (mai ales Germania) sunt strâns înrudiți cu etnicii romi din subgrupul Manouche, care trăiesc în Franța. Ei vorbesc varianta Sinti-Manouche a limbii romani, care prezintă o puternică influență germană. Originea populației sinti, ca și a întregului popor rom, se află în general pe Subcontinentul Indian. În timp ce locuitorii regiunii Sindh din partea vestică a Subcontinentului Indian au fost menționați în anul 1100 de către cronicarul arab Meidani, nu este clar dacă aceștia sunt strămoșii etnicilor sinti moderni, deși ceea ce este clar este că etnicii sinti și ceilalți etnici romi își au originea în partea nordică a Subcontinentului Indian.

## Etimologie și origine
Originea numelui este contestată. Cercetătorul Jan Kochanowski și mulți etnici sinti credeau că acest nume derivă din Sindhi, numele unui popor din provincia Sindh a Indiei medievale (o regiune aflată acum în sud-estul Pakistanului). Cercetătorul Yaron Matras a susținut că „sinti” este un termen ulterior folosit de această populație romă abia din secolul al XVIII-lea și, cel mai probabil, un împrumut lingvistic european.  Lingvistul rom Ronald Lee a precizat că originea numelui se află probabil în cuvântul german „Reisende” („călători”).
Un studiu recent al cercetătorilor indieni și estoni a identificat asemănări genetice între bărbații indieni și bărbații romi europeni din eșantionul analizat. Lingvistul N. B. G. Kazi a declarat că toți romii provin din regiunea indiană Sindh.

## Istoric
Sinti sunt un subgrup de romi care trăiesc în principal în Germania. Ei au sosit în Austria și Germania în Evul Mediu târziu (ca. 1250–1500), în cursul emigrării romilor de pe Subcontinentul Indian, și s-au împărțit ulterior în două grupuri: Eftavagarja („Cele șapte caravane”) și Estraxarja („din Austria”). Etnicii sinti au ajuns în Germania înaintea anului 1540. Cele două grupuri s-au extins ulterior pe un areal geografic mai larg: Eftavagarja în Franța, Portugalia și Brazilia, unde sunt numiți „Manouches”, iar Estraxarja în Italia și Europa Centrală, în principal în țările actuale Croația, Slovenia, Ungaria, România, Cehia și Slovacia, unde au primit diverse denumiri regionale.

### Holocaustul

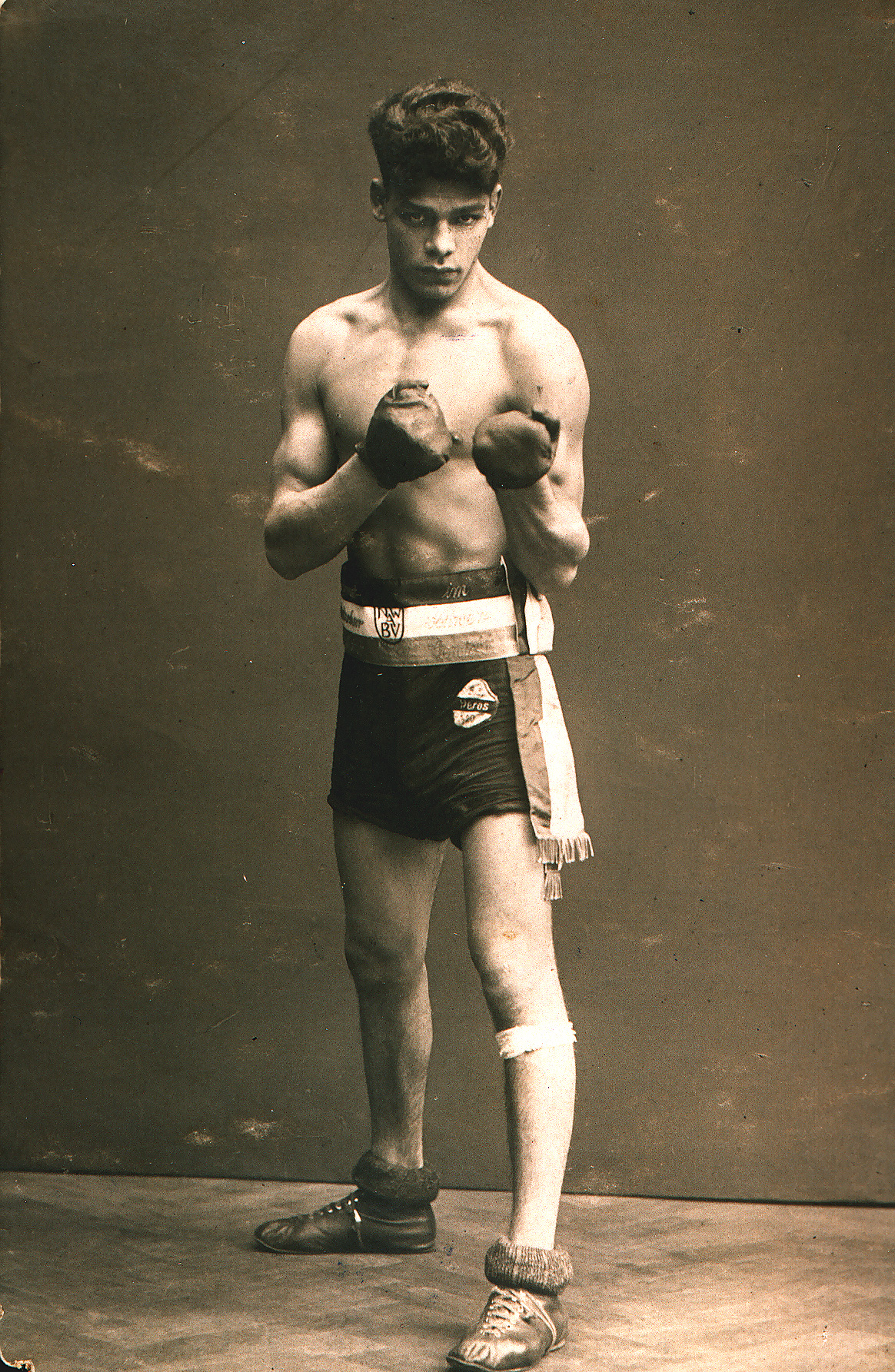
Johann Trollmann, un boxer sinti german, 1928

Populația sinti a migrat în Germania la începutul secolului al XV-lea. În ciuda prezenței lor îndelungate, etnicii sinti erau considerați în general ca hoți și cerșetori și au fost înscriși de poliție, până în 1899, într-un registru central al etnicilor sinti, romi și ieniși. Autoritățile Germaniei Naziste i-au considerat inferiori rasial (vezi Nazismul și rasa) și i-au persecutat pe tot teritoriul Germaniei – Legile de la Nürnberg din 1935 au fost interpretate adesea ca fiind aplicabile lor, la fel ca și evreilor.
Adolf Eichmann a recomandat ca Germania Nazistă să rezolve „chestiunea țiganilor” simultan cu chestiunea evreiască, ceea ce a dus la deportarea populației sinti pentru a elibera spațiu unde să fie construite case pentru etnicii germani. Unii etnici sinti au fost trimiși în Polonia sau în alte părți (unii dintre ei au fost deportați în Iugoslavia de către poliția din Hamburg în 1939), alții au fost constrânși să trăiască izolați în zone închise, iar mulți dintre ei au fost uciși în cele din urmă în camerele de gazare. Un număr mare de etnici sinti și romi au fost transportați în lagărele de la Auschwitz-Birkenau, unde au fost internați într-o secțiune specială, numită „lagărul de țigani”. Doctorul Josef Mengele a efectuat adesea unele dintre experimentele sale infame pe etnici romi și sinti. La 2 august 1944 „lagărul de țigani” a fost închis și aproximativ 4.000 de etnici sinti și romi au fost gazați în noaptea de 2–3 august și arși în crematorii. Data de 2 august este marcată ca Ziua Europeană de Comemorare a Holocaustului împotriva etnicilor romi și sinti.
În lagărele de concentrare, etnicii sinti erau obligați să poarte fie un triunghi negru, indicând clasificarea lor ca „asociali” („inadaptați”), fie un triunghi maro, rezervat în mod special etnicilor sinti, romi și ieniși.

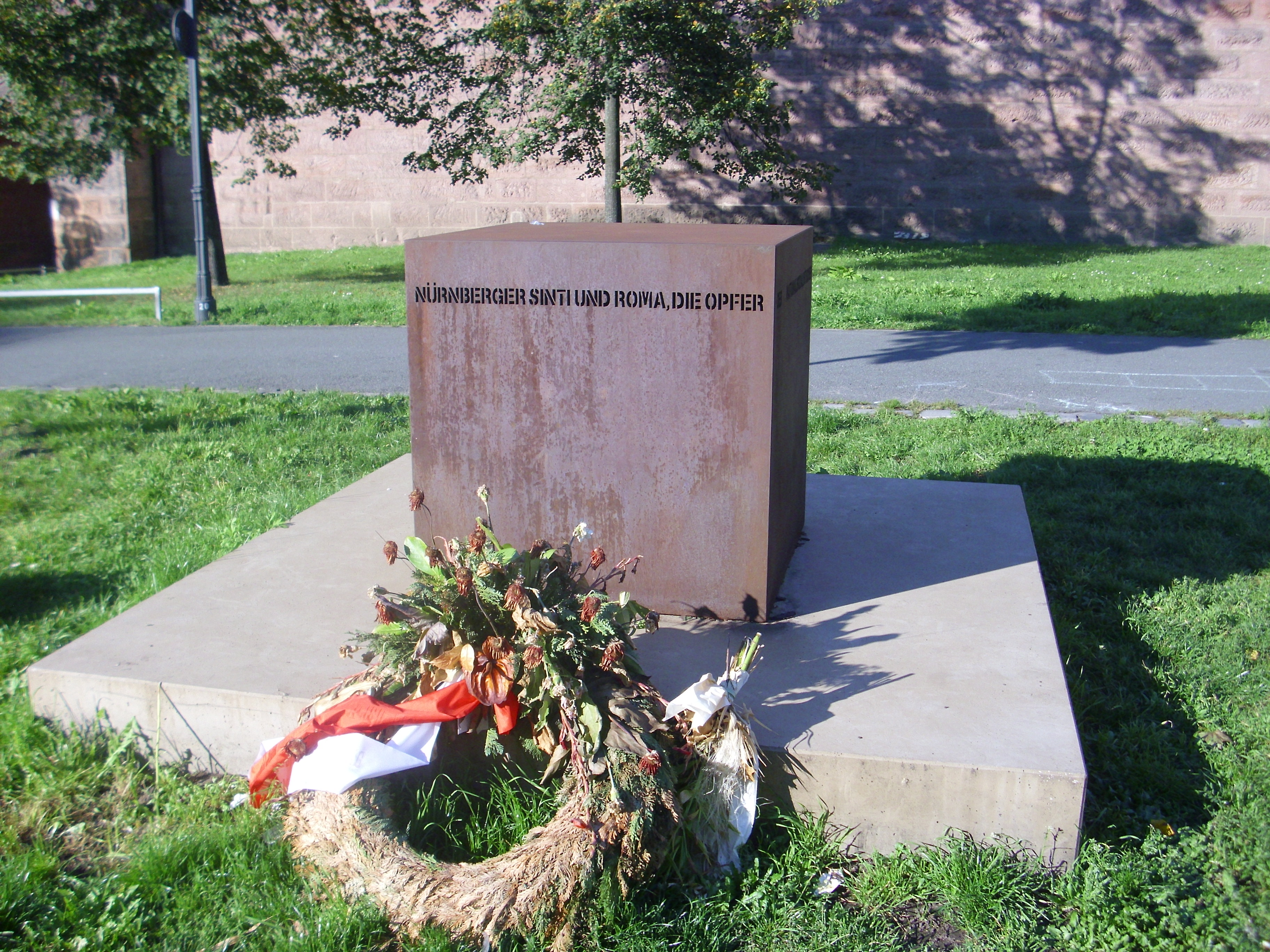
Monument memorial amplasat la Nürnberg, vizavi de clădirea de pe Frauentorgraben 49 ce a găzduit cândva sala de bal a clubului Asociației Culturale și Industriale, unde au fost adoptate legile de la Nürnberg la 15 septembrie 1935
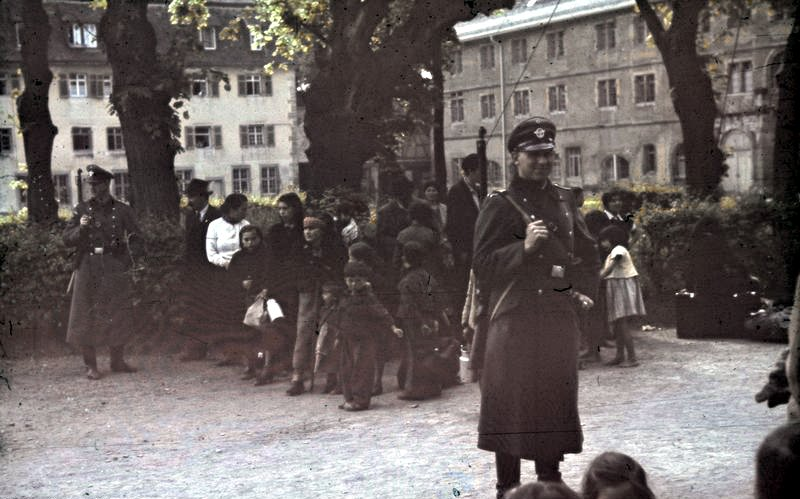
Deportarea etnicilor sinti și romi din orașul german Asperg, 22 mai 1940
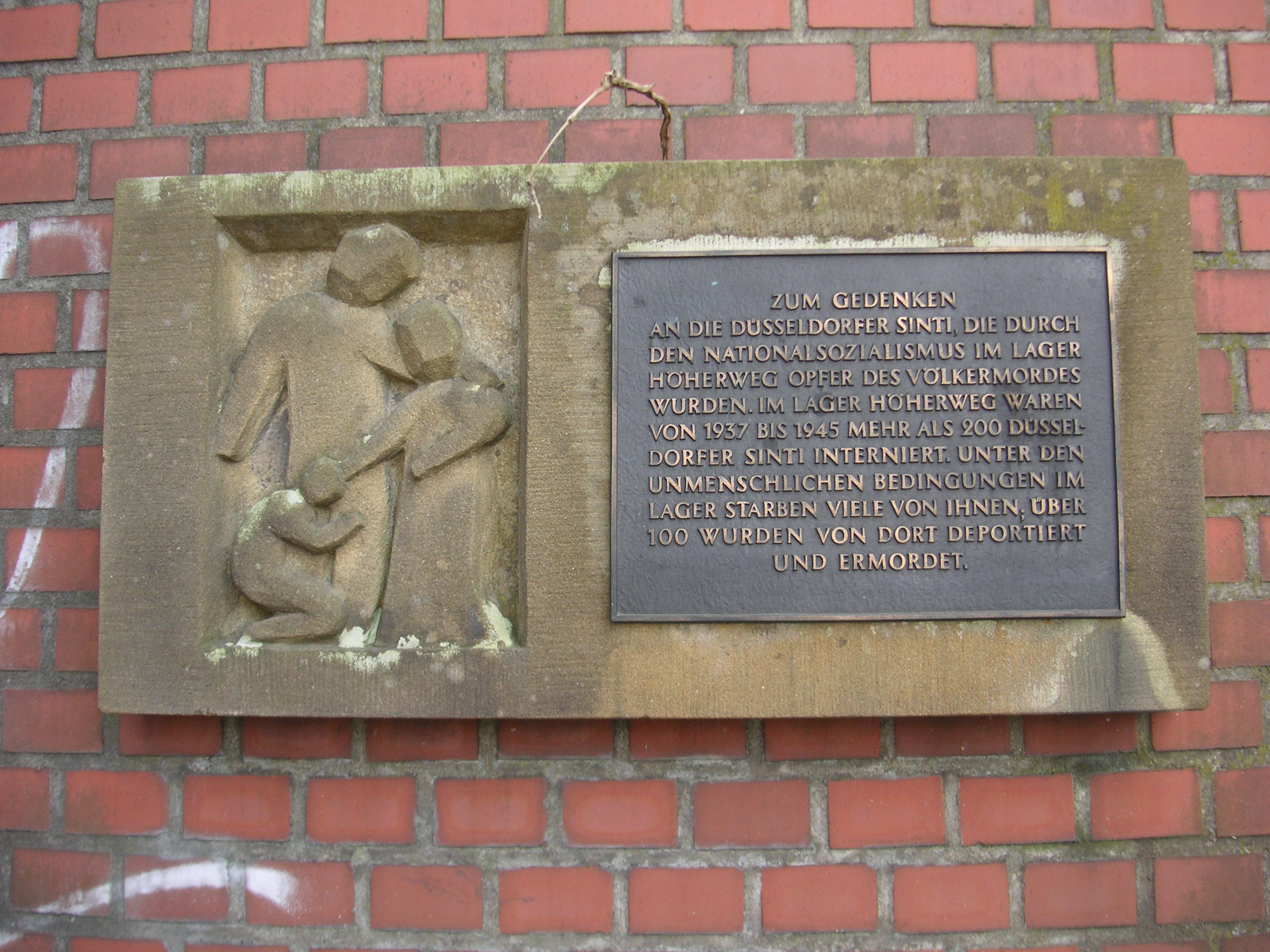
Placă memorială amplasată la Düsseldorf-Lierenfeld pentru comemorarea etnicilor sinti uciși
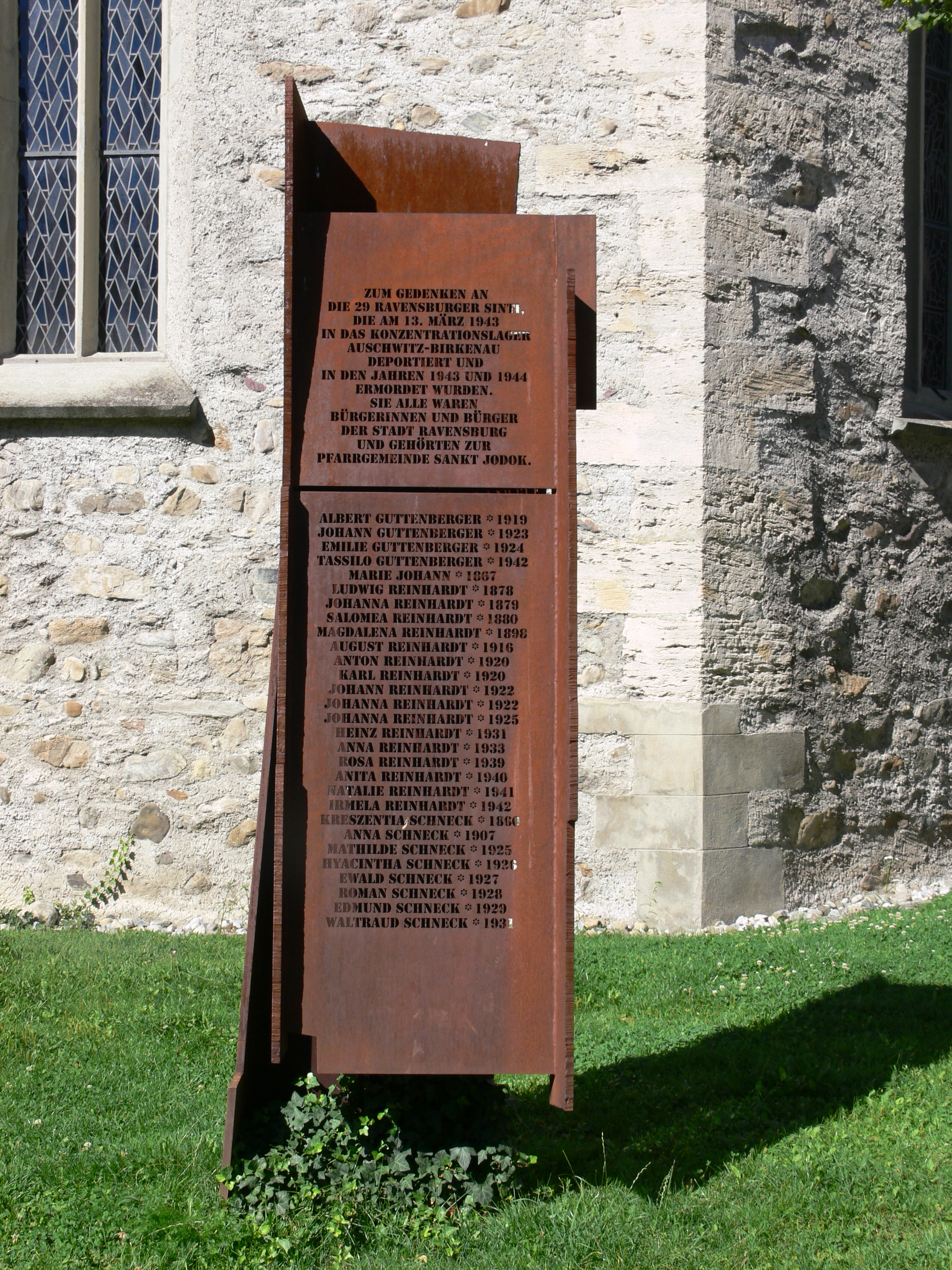
Monument memorial amplasat la Ravensburg pentru comemorarea a 29 de etnici sinti uciși la Auschwitz